# Croix-Courma
La Croix-Courma (pron. fr. AFI: [kʁwa kuʁma]; 1.968 m s.l.m.), o Croix-Corma, è una montagna delle Alpi del Monte Rosa nelle Alpi Pennine, situata in Valle d'Aosta

## Descrizione

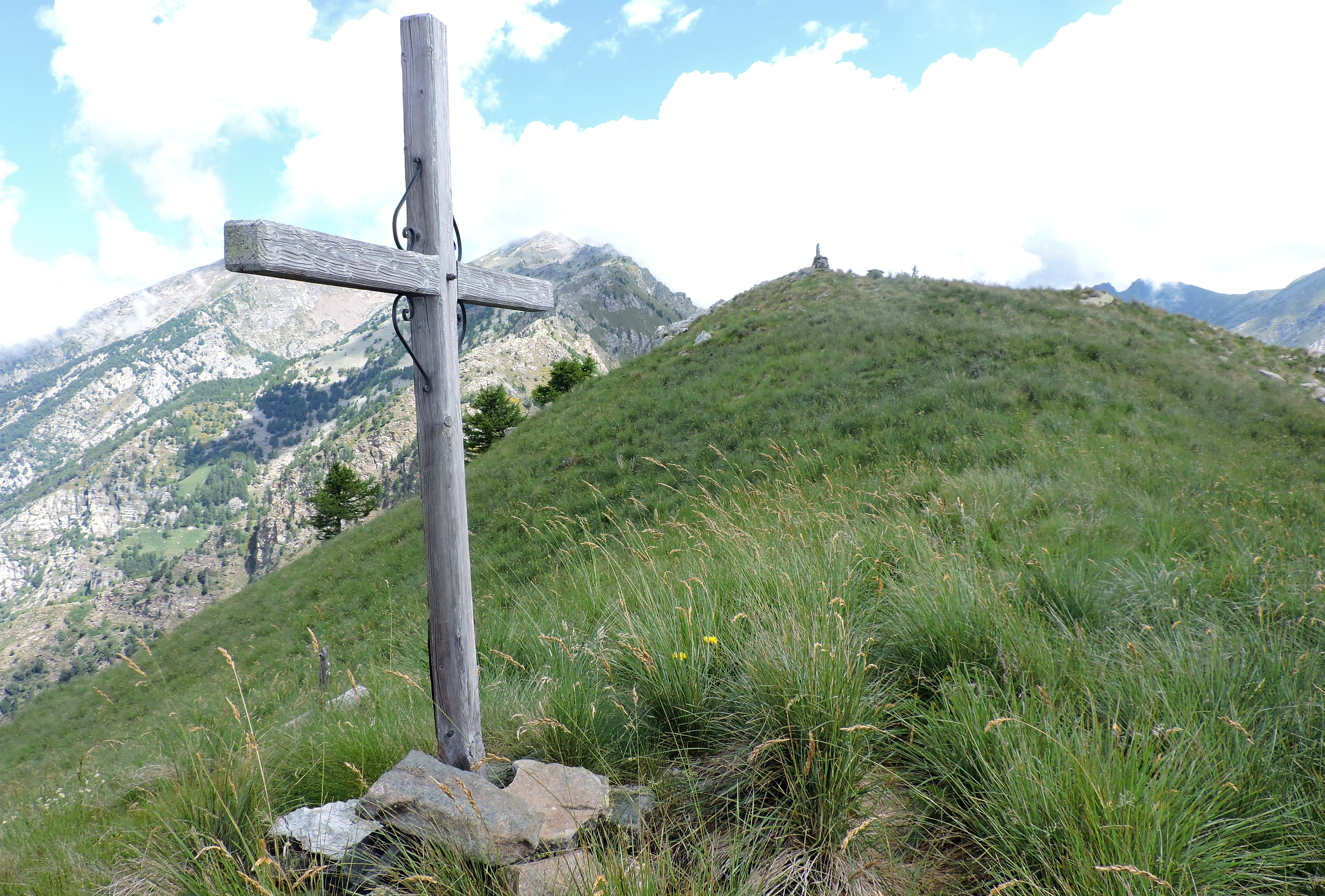
La cima della montagna

La montagna è collocata sul costolone che divide il solco principale della Valle d'Aosta da due valloni: quello a nord-est è tributario dalla valle del Lys ed è drenato dal torrente Nantay, mentre quello di nord-ovest è percorso dal torrente Va, un affluente della Dora Baltea che scende verso Arnad. A nord il Col de Fenêtre divide la montagna dal Mont-de-Fenêtre (2.054 m). Sulla vetta della Croix-Courma è collocata una statua della Madonna e un piccolo altare di pietrame che custodisce il libro di vetta; a breve distanza sorgono due alte croci. Sulla cima convergono inoltre i territori di tre comuni: Arnad, Donnas e Perloz.

## Accesso alla vetta
La via normale di salita alla vetta è il sentiero che partendo dalla frazione Fey di Perloz si stacca dall'itinerario per il Col de Fenêtre poco prima del valico e va poi a raggiungere la Croix-Courma per la cresta est. Dalla cima si gode di un ottimo panorama sulla bassa Valle d'Aosta e sul Canavese.

## Tradizioni locali
Verso l'inizio dell'estate si svolge sulla cima del monte una festa organizzata dagl abitanti di Perloz. Il trasporto del materiale occorrente è facilitato dalla presenza di una teleferica che raggiunge un pianoro posto a poca distanza dalla cima della Croix Corma.

## Cartografia
- Cartografia ufficiale italiana dell'Istituto Geografico Militare (IGM) in scala 1:25.000 e 1:100.000, consultabile on line
- Carta dei sentieri e dei rifugi scala 1:50.000 n. 9 Ivrea, Biella e Bassa Valle d'Aosta, Istituto Geografico Centrale - Torino